# Acutotyphlops
Acutotyphlops es un género de serpientes de la familia Typhlopidae. Sus especies son endémicas de los archipiélagos de Filipinas, Bismarck y Salomón.

## Especies
Se reconocen las 5 especies siguientes:
- Acutotyphlops banaorum Wallach, Brown, Diesmos & Gee, 2007
- Acutotyphlops infralabialis (Waite, 1918)
- Acutotyphlops kunuaensis Wallach, 1995
- Acutotyphlops solomonis (Parker, 1939)
- Acutotyphlops subocularis (Waite, 1897)